# Virginia McKenna

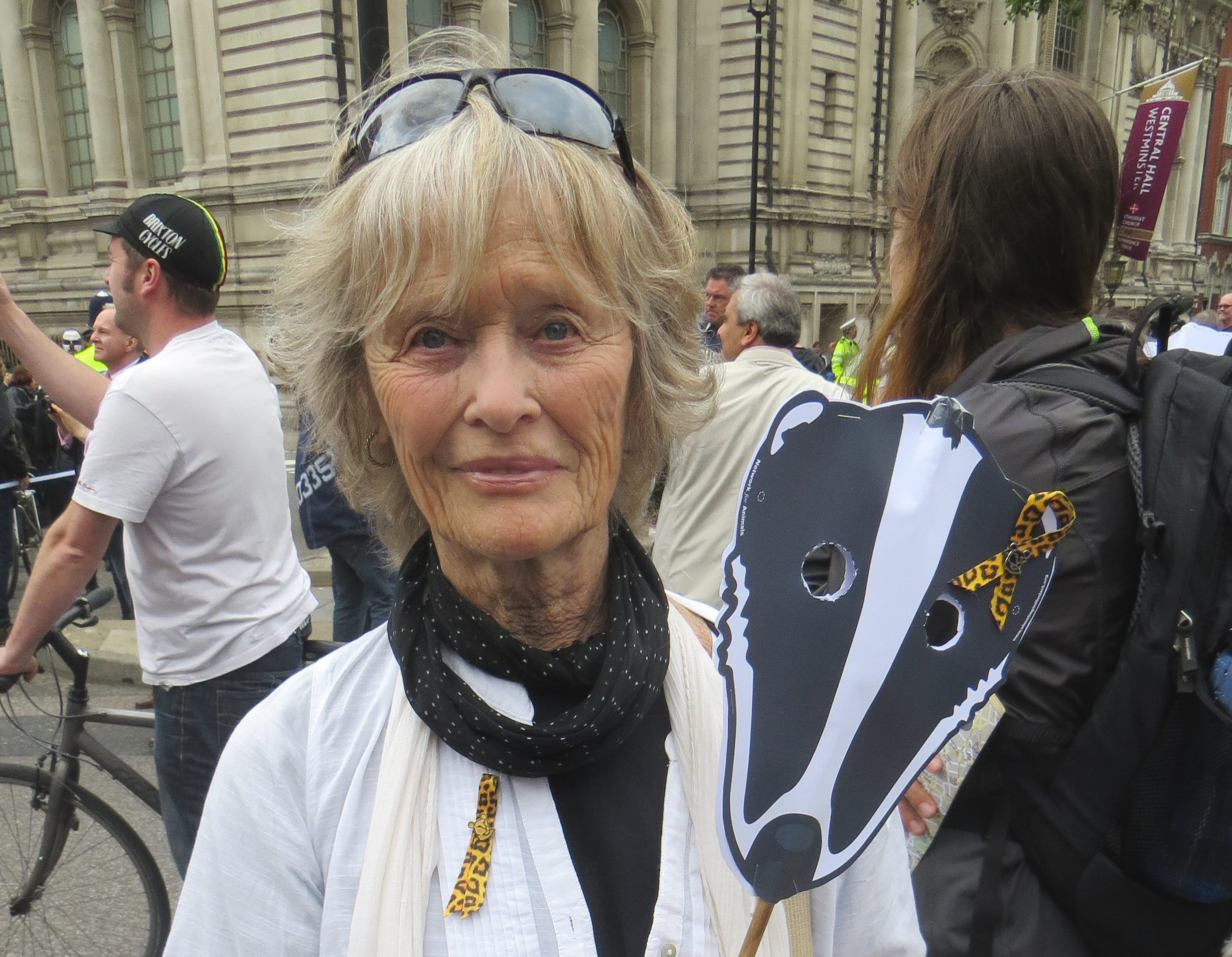
Virginia McKenna auf einer Demonstration in London (2013)

Dame Virginia McKenna DBE (* 7. Juni 1931 in London) ist eine britische Theater- und Filmschauspielerin sowie Gründerin der Born Free Foundation.

## Leben
Virginia McKenna machte eine Ausbildung an der Schauspielschule und begann ihre Karriere am Theater, fand aber bald auch zum Film. International bekannt wurde sie mit dem Film Frei geboren – Königin der Wildnis, in dem sie die Naturforscherin Joy Adamson verkörperte. Auch in weiteren Filmen, die in Ostafrika entstanden, standen Tiere im Mittelpunkt der Handlung.
Virginia McKenna erste Ehe mit dem Schauspieler Denholm Elliott hielt nur acht Monate. Aus der zweiten Ehe mit Bill Travers, ebenfalls einem Schauspielerkollegen, gingen vier Kinder hervor. 1984 gründete McKenna zusammen mit ihrem zweiten Ehemann und ihrem Sohn die Zoo Check Campaign zur kritischen Auseinandersetzung mit Zoos. Am 20. Juli 1998 folgte schließlich die offizielle Gründung der Born Free Foundation.
In Anerkennung ihrer Verdienste für den Arten- und Wildtierschutz wurde sie 2004 als Officer des Order of the British Empire (OBE) ausgezeichnet und 2023 als Dame Commander des Order of the British Empire (DBE) geadelt.

## Filmografie (Auswahl)
- 1955: Simba
- 1956: Marsch durch die Hölle (A town like Alice)
- 1959: Die den Tod nicht fürchten (The wreck of Mary Deare)
- 1957: Die kleinste Schau der Welt (The smallest show on earth)
- 1966: Frei geboren – Königin der Wildnis (Born free)
- 1969: Mein Freund, der Otter (Ring of bright water)
- 1969: Onkel Bobs Hütte (An Elephant called slowly)
- 1970: Waterloo
- 1976: Christian der Löwe (Christian the Lion)
- 1976: Die Schöne und das Biest (Beauty and the Beast)
- 1977: Schwalben und Amazonen (Swallows and amazons)
- 1977: Inferno 2000 (Holocaust 2000)
- 1982: Blutspur (Blood Link)
- 1992: The Lady in Waiting
- 1992: Inspektor Wexford ermittelt (Ruth Rendell Mysteries, Fernsehserie, 1 Folge)
- 1994: Staggered
- 1995: Rosamunde Pilchers September (Rosamunde Pilcher’s September)
- 2005: Agatha Christie’s Marple (Fernsehserie, 1 Folge)